# Laloides justus
Laloides justus là một loài ruồi trong họ Asilidae. Laloides justus được Walker miêu tả năm 1858. Loài này phân bố ở miền Australasia.